# Truth of Time
「Truth of Time」（トゥルース オブ タイム）は、日本のバンドTUBEの32枚目のシングルである。2000年4月12日にSony Recordsから発売された。

## 概要
前作から6か月ぶりとなるシングル。本作以降は、マキシシングルでの発売となる。
同年4月17日には、2曲目及び3曲目はTUBEの企画によって結成されたグループ「TUBE with Friends」のシングル「SHA LA LA / Remember Me」に選曲されている。
本作に1か月後にベストアルバム『TUBEst III』が発売されたが、本曲は収録されていない。

## 収録曲
| 全作詞: 前田亘輝、全編曲: TUBE。 |                                      |           |            |      |
| #                                | タイトル                             | 作詞      | 作曲       | 時間 |
| 1.                               | 「Truth of Time」                    | 前田亘輝  | 春畑道哉   | 4:36 |
| 2.                               | 「SHA LA LA (English Version)」      | 前田亘輝  | 春畑道哉   | 5:53 |
| 3.                               | 「Remember Me (English Version)」    | 前田亘輝  | 栗林誠一郎 | 5:37 |
| 4.                               | 「Truth of Time (Original Karaoke)」 | 前田亘輝  | 春畑道哉   | 4:37 |
| 合計時間:                        | 合計時間:                            | 合計時間: | 20:43      |      |

## 収録シングル&アルバム
- LANI KAI (#1)
- SHA LA LA / Remember Me (#2,3)
- All Singles TUBEst -White- (#1)

## タイアップ
Truth of Time
- 日本テレコム「TUBEハワイキャンペーン」キャンペーンソング